# غاليريا أومبرتو الأول

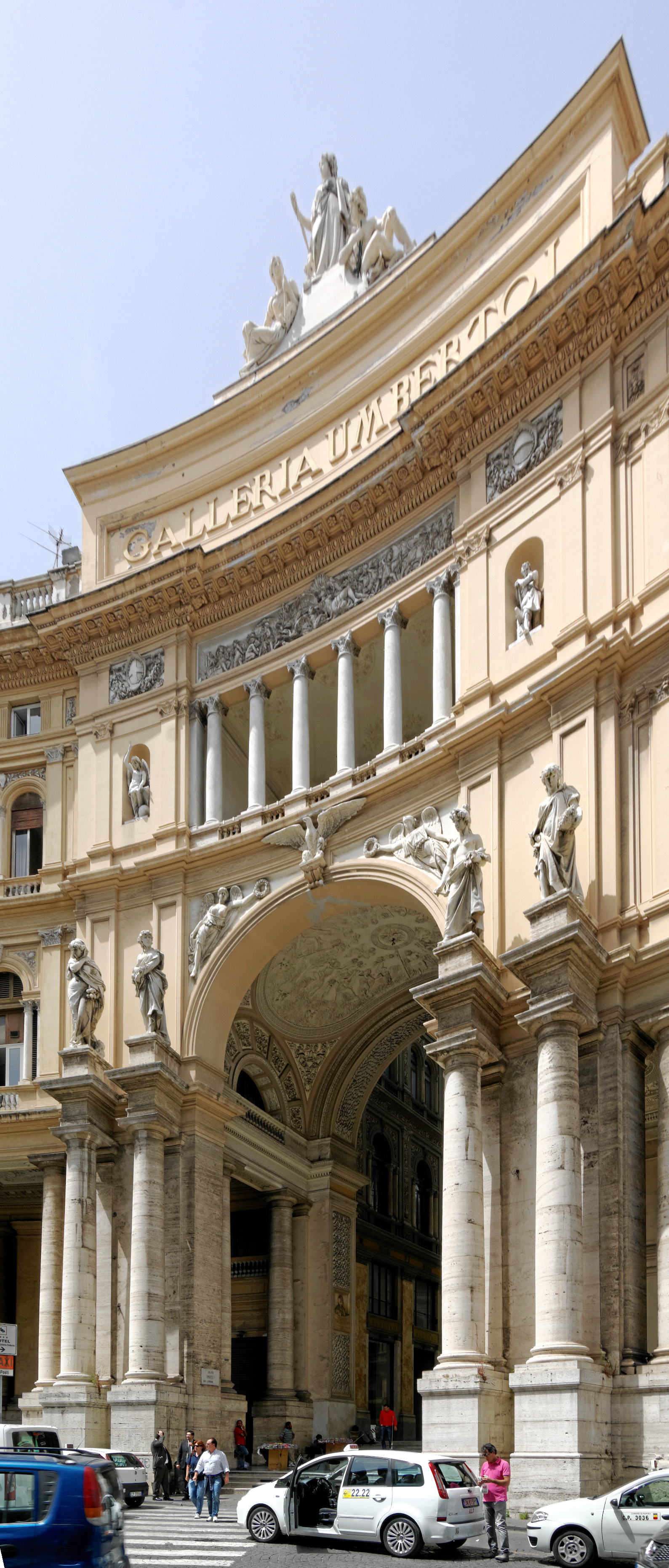
المدخل الرئيسي للغاليريا.

غاليريا أومبرتو الأول هي مركز تسوق عام في مدينة نابولي في جنوب إيطاليا. تقع مباشرة قبالة دار سان كارلو للأوبرا. بنيت بين 1887-1891 وكانت حجر الزاوية في عملية إعادة بناء نابولي والتي استمرت حتى الحرب العالمية الأولى. صممها ايمانويل روكو الذي وظف عناصر معمارية حديثة تذكر بغاليريا فيتوريو ايمانويل في ميلانو. سميت صالة العرض تيمناً بملك إيطاليا أثناء تشييد المبنى أومبرتو الأول. كان الهدف منها جمع الشركات والمتاجر والمقاهي والحياة الاجتماعية مع فضاء خاص في الشقق في الطابق الثالث.

## معرض صور

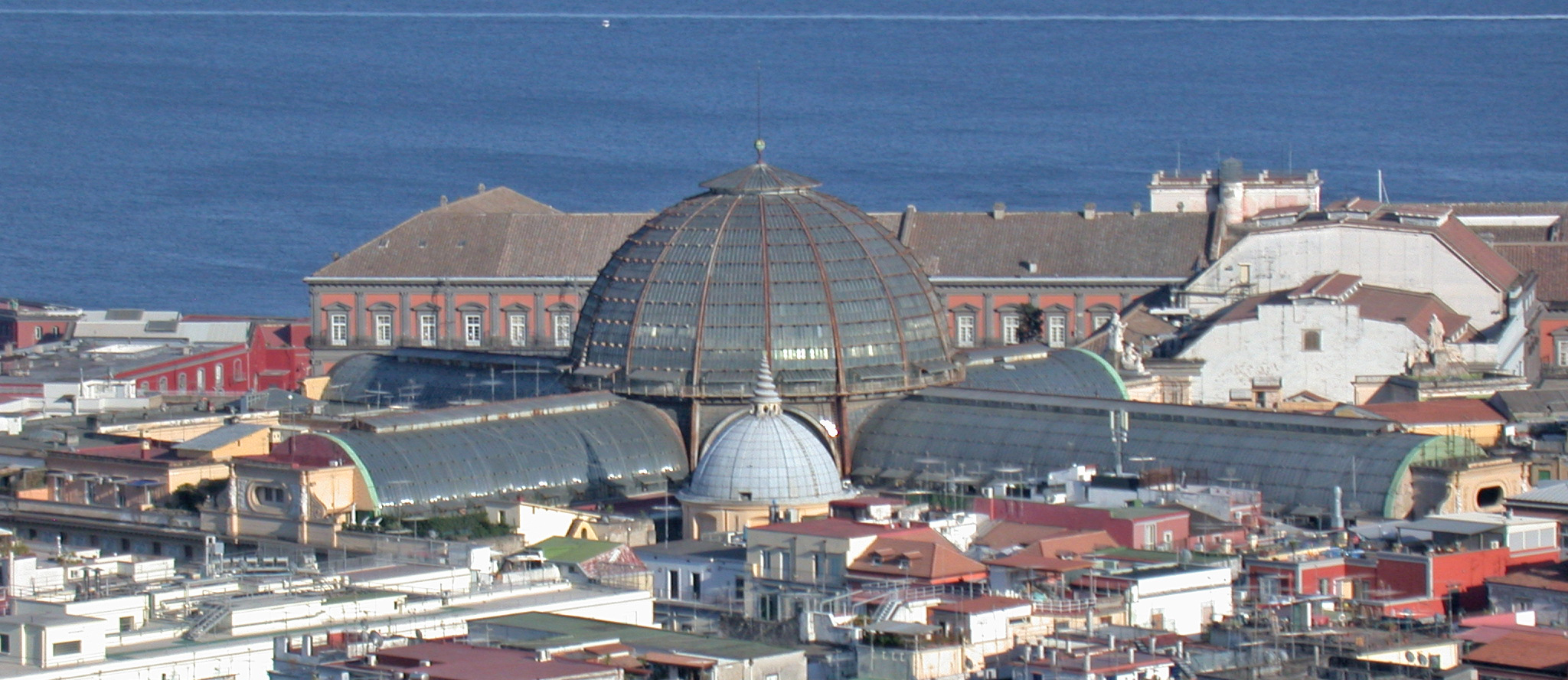
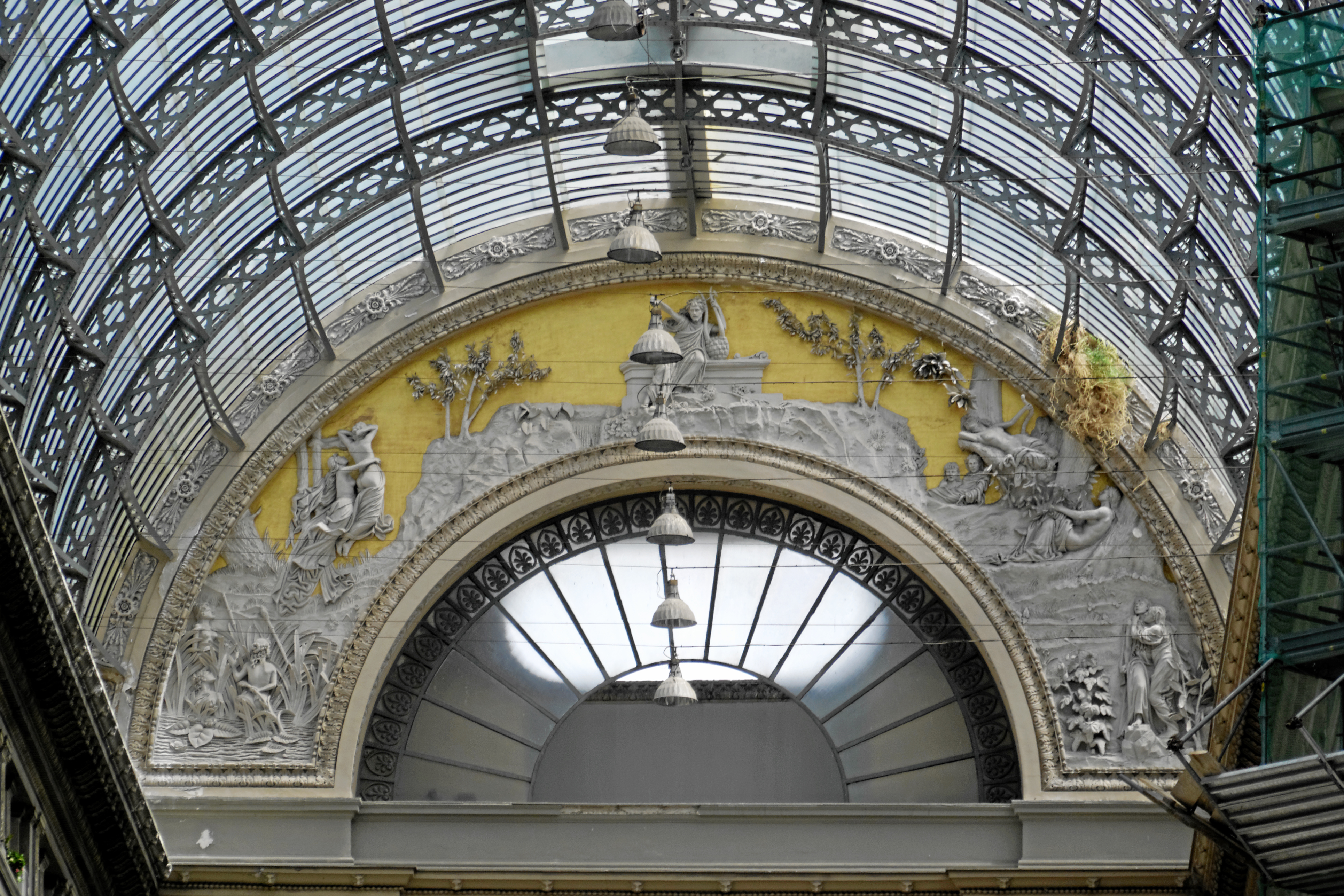
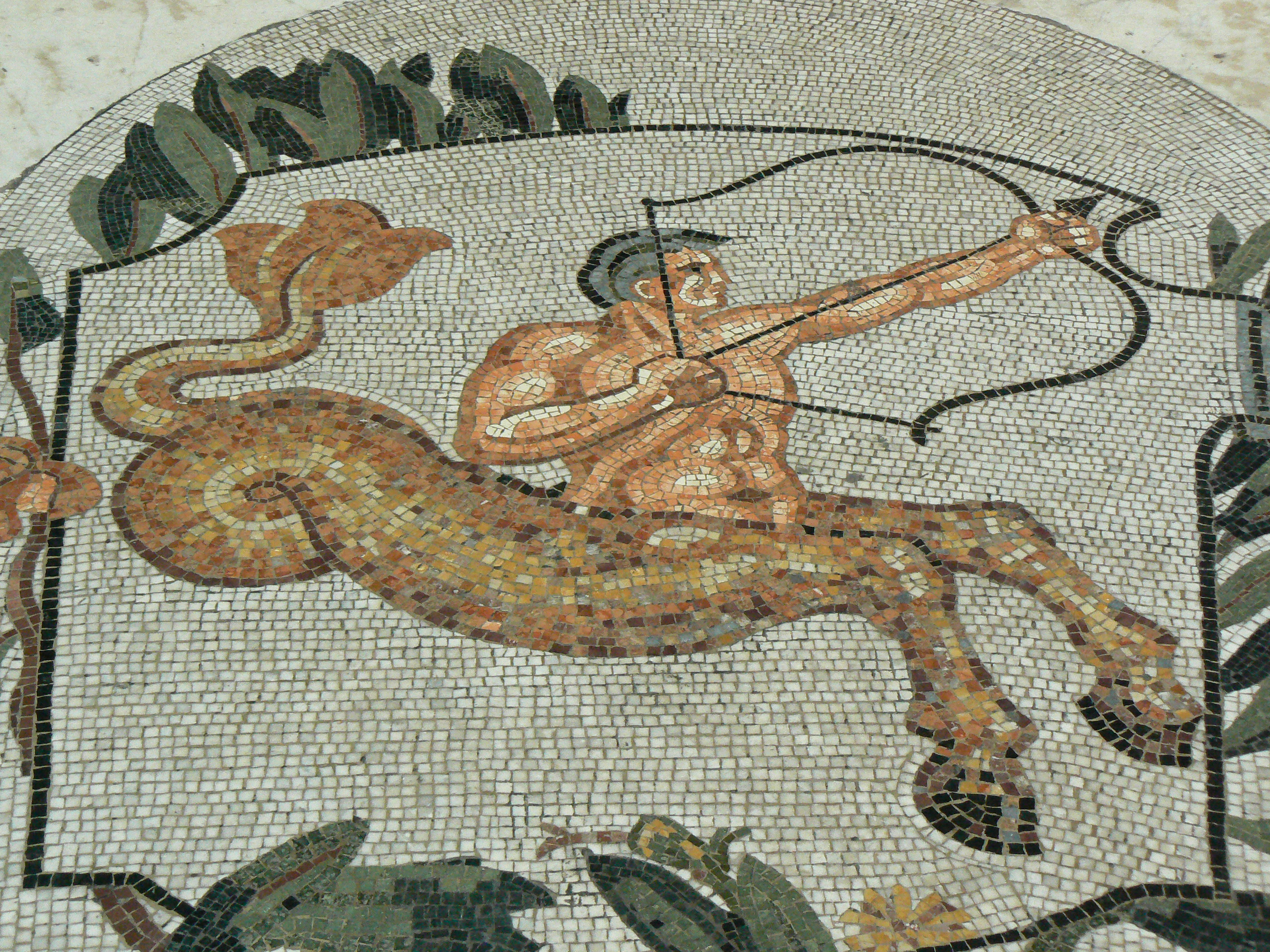
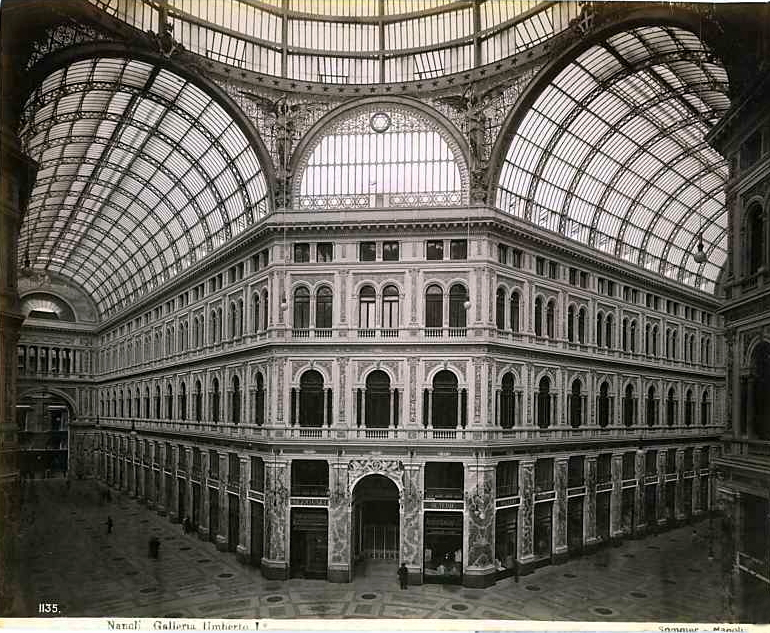
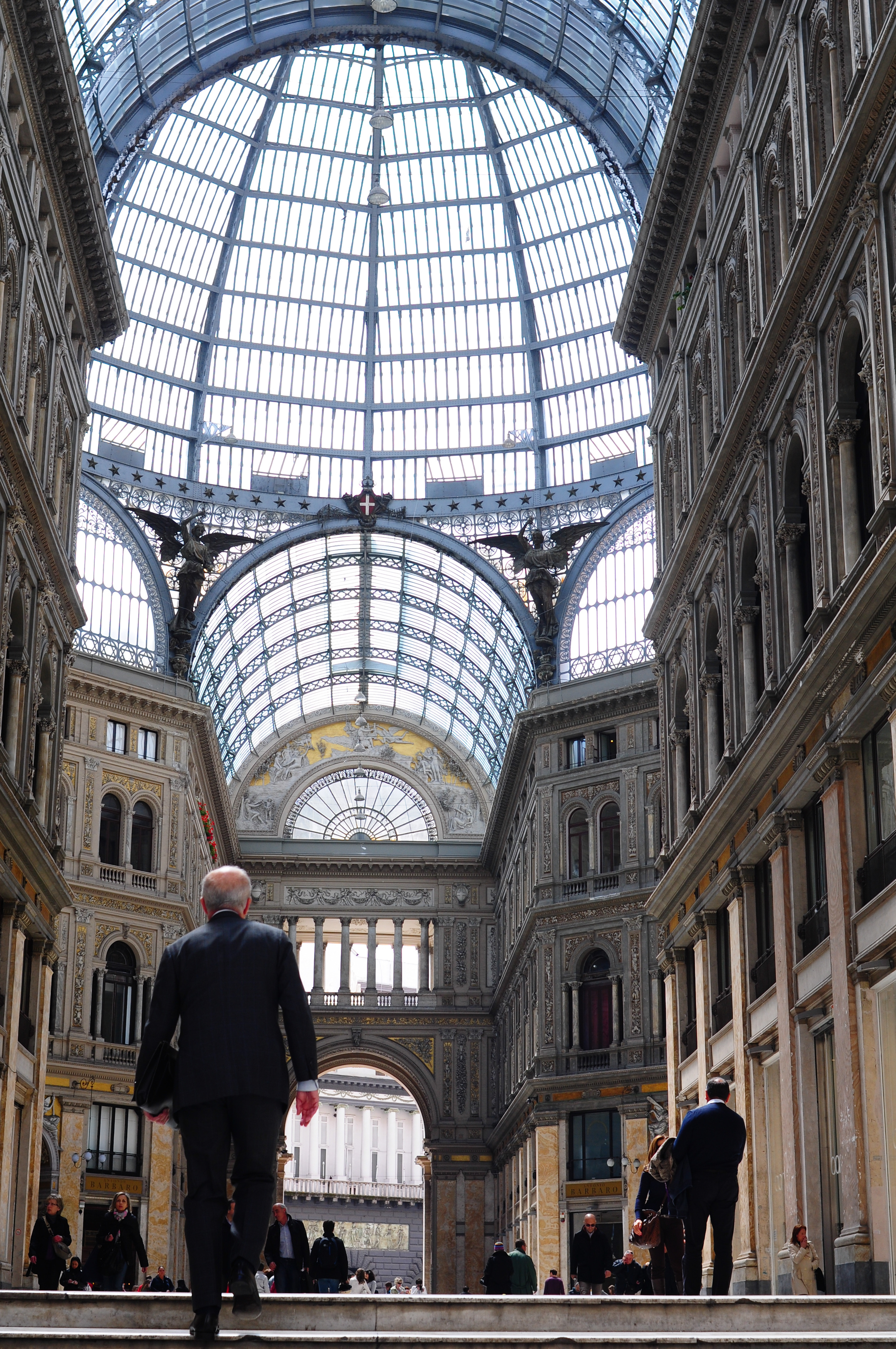
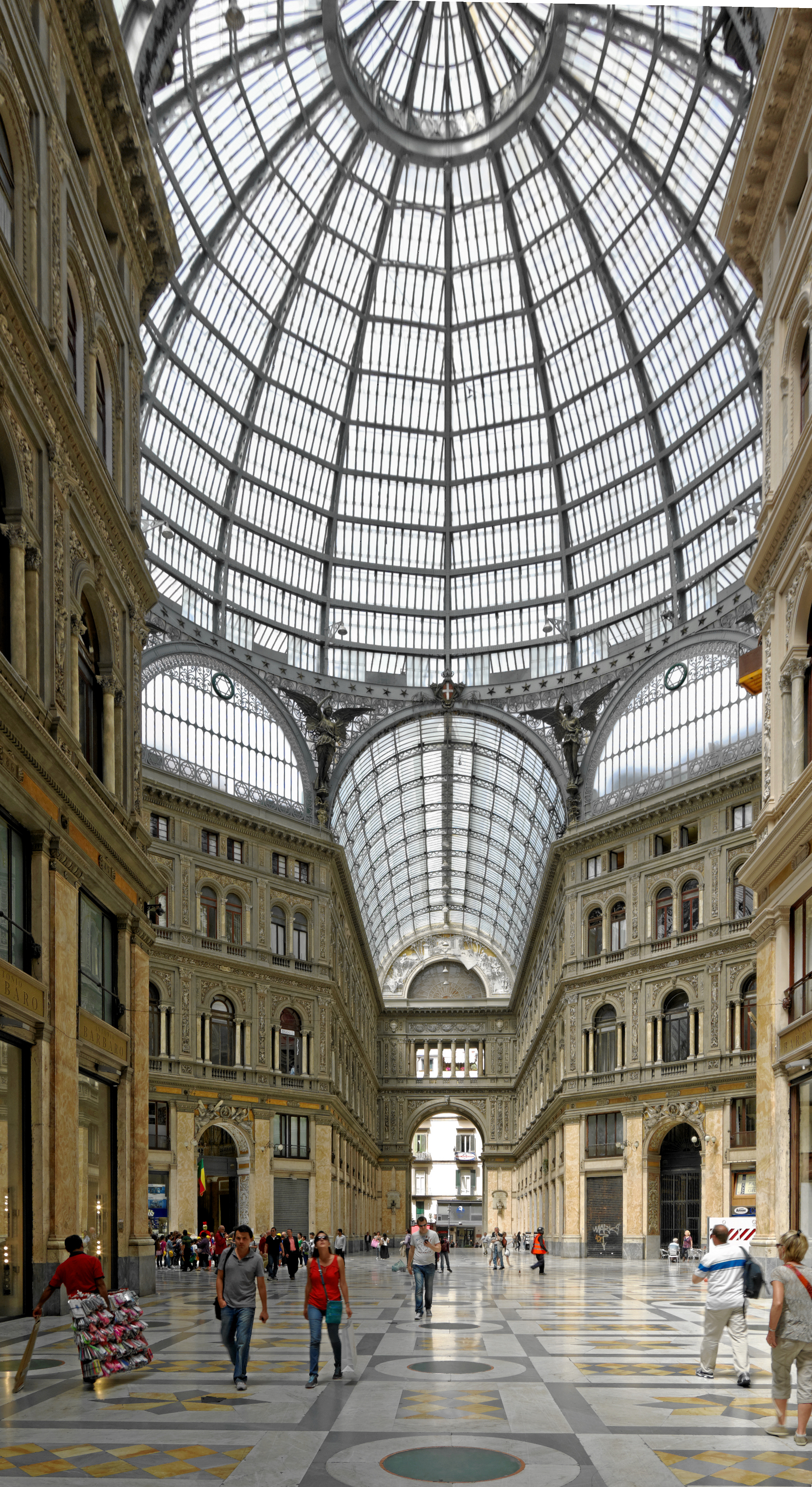